# Уральская Засада
Уральская Засада (до 2023 года Апрельская Засада) — Ежегодный фестиваль внедорожной техники, проводится с 2018 года в Челябинской области. Один из самых популярных внедорожных фестивалей на Урале, который собирает большое количество экипажей. Организатор мероприятия спортивно-туристический клуб OFFROAD74.

## История
Первое мероприятие было организованно в 2018 году, но сама идея родилась годом ранее. В 2017 году в октябре, организаторы клуба OFFROAD74 провели любительское соревнование «Последняя грязь» в формате джип-спринт и джип-триал, на тот момент это было смелое и крутое мероприятие и стало отличным закрытием грязевого сезона в Челябинской области. В мероприятии приняли участие экипажи с Курганской и Свердловской областей. Соревнование получило хороший отзыв от участников и организаторами было принято решение сделать его традиционным под рабочим названием «Первая Грязь». В начале 2018 года в период подготовки весеннего мероприятия, было придумано название «Апрельская Засада» и уже 7 апреля состоялось первое любительское соревнование по джип-триалу.
Не нарушая традиции, 13 апреля 2019 года, для любителей офф-роуда движения, было проведено второе любительское соревнование Апрельская Засада, но уже не в формате джип-триала, а в новом формате внедорожный слалом, адаптация стандартного автослалома на бездорожье. В 2020 году мероприятие было отменено из-за ограничений связанных с COVID-19
В 2021 году при поддержке Министерства спорта Челябинской области и Российской автомобильной федерации, Апрельская Засада получила официальный статус кубка Челябинской области по джип-триалу.. На кубок приехали участники со всех соседних областей, большая часть экипажей была из спортсменов официальных соревнований по трофи-рейдам, подготовленных внедорожников для Джип-триала малое количество. Мероприятие было организовано в новой локации экстрим парке Кемма.
В 2022 году, мероприятие снова проводится в официальном статусе кубка Челябинской области по джип-триалу Но в этом году количество участников резко сократилось, так как не все экипажи смогли подготовить свои автомобили по критериям технического регламента РАФ. Уровень мероприятия значительно снизился из-за плохой подготовки спортивной составляющей, в связи с чем организаторами было принято решение проводить следующее мероприятие в любительском формате.
В 2023 году, уже пятая юбилейная Апрельская Засада была переименована в Уральскую Засаду. Это связано с небольшим ребрендингом и уходом к привязке к определенному месяцу. Традиционно клуб OFFROAD74 проводит мероприятие в начале апреля, первыми открывая грязевой сезон на Урале, но уже в новом формате внедорожного фестиваля, в рамках которого были организованы любительские соревнования по внедорожному многоборью. 76 экипажей участников были распределены на 6 категорий, стандарт, туризм, леди, спорт, экстрим, и новая категория грузовая 6х6. Для участников многоборья было подготовлено несколько специальных участков. Первый это формат gps ориентирования с взятием контрольных точек, второй су это джип-триал и третий внедорожный слалом. Грузовая категория участвовала в дисциплине трак-триал, в которой приняло участие 4 экипажа колесной формулы 6х6 и трактор Беларус Мероприятие было организовано на новой локации, экстрим парк Ивлева гора.

## Категории участников
В разные годы категории назначались по разному, но основная масса приходилась на любителей. Сейчас деление происходит следующим образом: стандарт — стандартный внедорожник колесной формулы 4х4 с размером колес не превышающий 31 дюйм. Туризм внедорожник колесной формулы 4х4 с размером колес не превышающий 33 дюйма. Спорт внедорожник колесной формулы 4х4 с размером колес не превышающий 34 дюйма с разрешением использования силовой лебедки. Экстрим прототипы и внедорожники без ограничений по размеру колес. Трак — грузовые автомобили подразделяются на 2 подкатегории 4х4 и 6х6 и отдельная категория Трактор.

## Даты проведения
- 2018 7 апреля Любительские соревнования Апрельская Засада. Место проведения поселок Малышево
- 2019 13 апреля Любительские соревнования Апрельская Засада. Место проведения поселок Малышево
- 2020 мероприятие перенесено на 2021 год.
- 2021 10 апреля Кубок Челябинской области по джип-триалу Апрельская Засада. Место проведения Красноармейский район экстрим парк Кемма[5]
- 2022 23 апреля Кубок Челябинской области по джип-триалу Апрельская Засада. Место проведения Красноармейский район экстрим парк Кемма[6]
- 2023 8 апреля Внедорожный фестиваль Уральская Засада. Место проведения Сосновский район экстрим парк Ивлева гора
- 2024 5 октября Фестиваль внедорожной техники Уральская Засада. Место проведения Сосновский район, Эльтаун.